# Predicción del fin del mundo en 2011

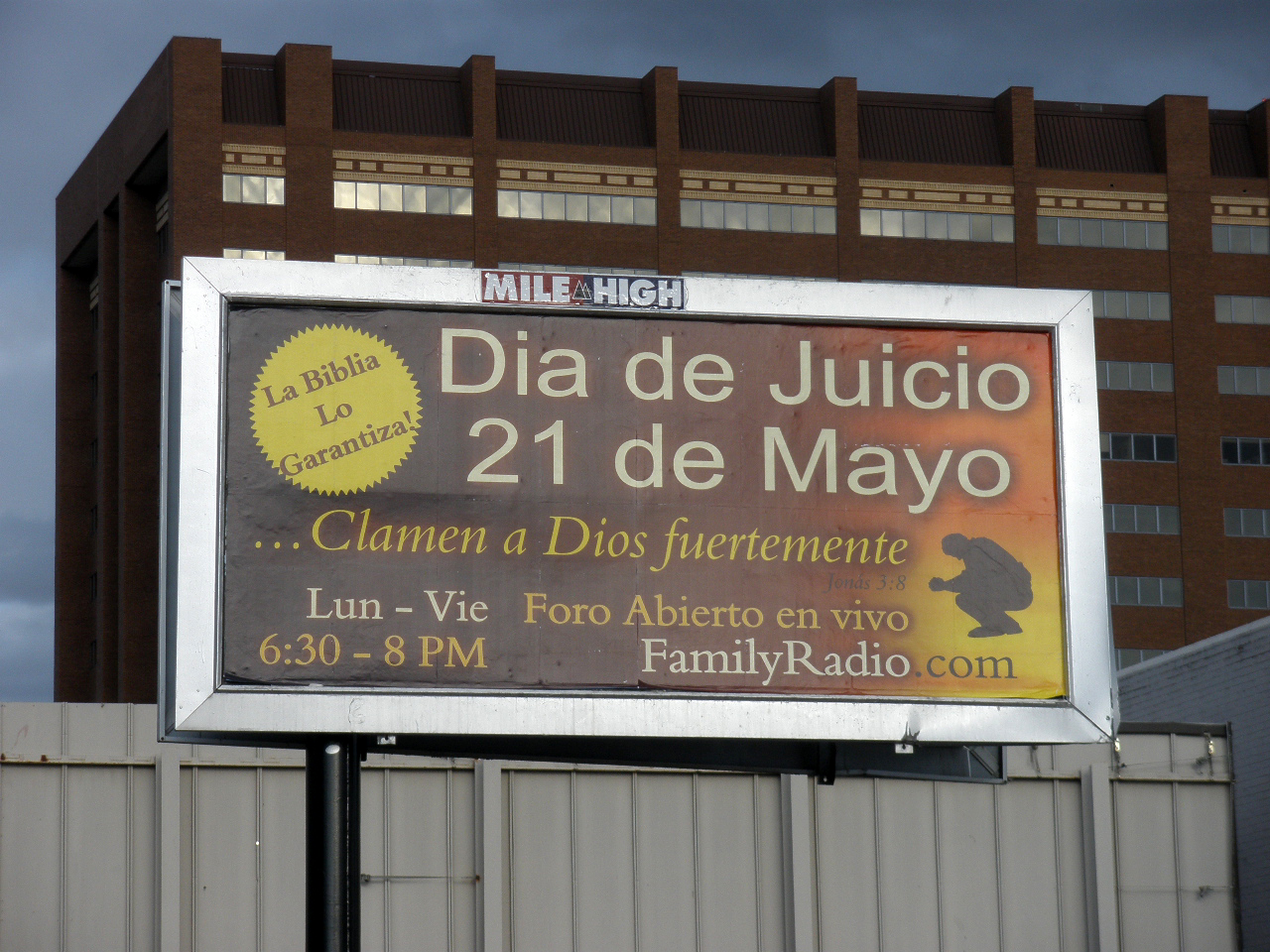
Cartel proclamando la campaña de Harold Camping del «Fin del Mundo». Denver, Colorado.

La Predicción del fin del mundo en 2011 fue la creencia de los seguidores de Harold Camping, de que el arrebatamiento (en ciertas ramas de la fe cristiana, la toma al Paraíso de los elegidos de Dios) se llevaría a cabo el 21 de mayo de 2011, tras lo cual comenzaría la Gran Tribulación, un periodo de gran sufrimiento para la gente del mundo, y que tras esto llegaría el fin del mundo el 21 de octubre de 2011.
Estas predicciones fueron hechas por Camping, presidente de la red de radios cristianas Family Radio, quien ocupa a la Biblia para obtener su información tras analizar los textos numerológicamente. Se suponía que alrededor de 200 millones de personas (aproximadamente el 3% de la población mundial) serían tomados o arrebatados aquel día.
Las predicciones fueron ampliamente rechazadas por las denominaciones cristianas dominantes, debido a divergencias en la interpretación de los pasajes bíblicos en los que se apoyaba Camping. También se ha criticado a Camping por las millonarias ganancias que obtiene su fundación, provenientes de las donaciones de sus creyentes, que alcanzaron los 80 millones de dólares entre 2005 y 2009.

## Campañas de información

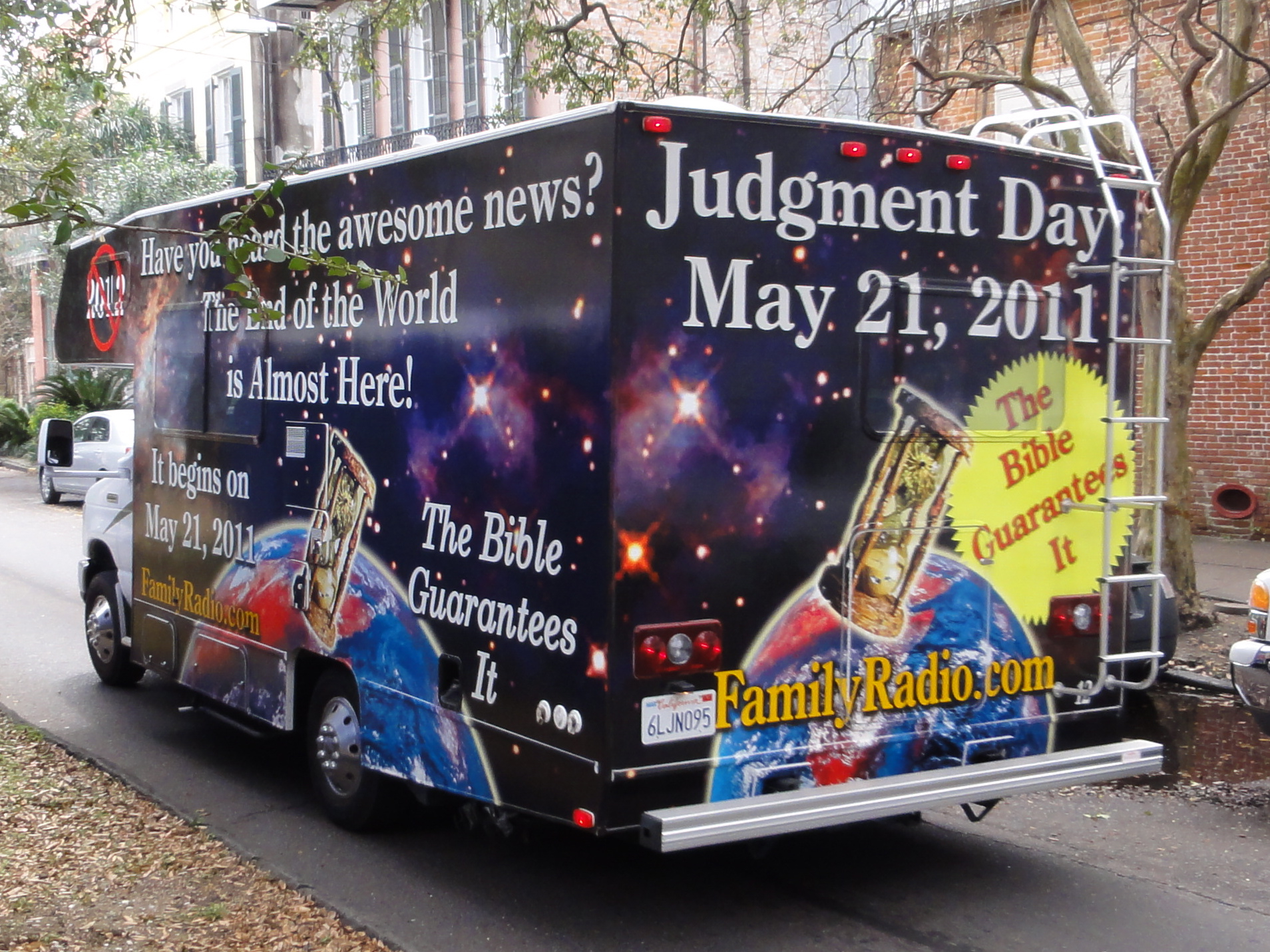
Camión con el anuncio a predicción de Harold Camping, Nueva Orleans.

En 2010, Marie Exley, una mujer desempleada de Colorado Springs, fue noticia tras la compra de espacios publicitarios en su localidad, con los que comenzó la promoción de la fecha del presunto arrebatamiento en una serie de bancos de los parques. Desde entonces, y siguiendo el ejemplo de Exley, las vallas publicitarias «Día del Juicio Final» se han erigido en los lugares de todo el mundo, mientras que otras personas han adornado sus vehículos con la información.
El 27 de octubre de 2010, la asociación Family Radio puso en marcha el «Proyecto Caravana». Cinco casas rodantes dotadas con carteles iluminados que declaran que el día del juicio comienza el 21 de mayo de 2011, se enviaron desde su sede en Oakland, California, a Seattle, Washington. Cuando llegan a una localidad, los equipos son enviados para distribuir folletos. Hasta el momento, la caravana ha hecho paradas en las ciudades en Oregón, California, Carolina del Sur, Carolina del Norte, Georgia, Texas, Florida y Maryland.

## Bases
La mayoría de los argumentos o «pruebas» a favor de fechar el fin del mundo en el 21 de mayo de 2011 han venido de Camping. Ingeniero civil de profesión, Camping dice que ha intentado elaborar profecías matemáticamente basado en la Biblia desde hace décadas. En una entrevista a un periódico explicó «... Yo era un ingeniero, yo estaba muy interesado en los números. Me pregunto, '¿Por qué Dios introdujo este número, o este otro? No era una cuestión de incredulidad, era una cuestión de, «Debe haber una razón para ello».

### Significado de los números
De acuerdo con Camping, los números usados en las historias bíblicas tienen significados más profundos que las cantidades que cuentan. Por lo tanto algunas cantidades se repetirían a lo largo de la biblia como indicios de la intención de cada relato. Según su interpretación el significado bíblico de algunos números importante en su escatología son:
- El número 3 corresponde  «el propósito de Dios».
- El número 5 corresponde a «expiación» o «redención».
- El número 10 representa la «integridad» o «completitud».
- El número 17 representa al «Paraíso».
- El número 23 corresponde a «destrucción».

El significado simbólico de estos números Camping los «dedujo» de su análisis numerológico de ciertos pasajes bíblicos. Por ejemplo, dice Camping, el número «3» representa el propósito de Dios. Cuando la Biblia escribe de la crucifixión de Cristo, el número «3» se pone de relieve alrededor de 15 veces: 3 cruces, 3 apóstoles en el Huerto con Jesús, 3 negaciones de Pedro, etc. En todos esos casos, el número «3» hace hincapié en que era el propósito absoluto de Dios que Cristo fuera crucificado.

### Cálculo de la fecha
La fecha de la crucifixión de Cristo debe haber sido, según los cálculos de Camping, el 1 de abril del año 33 d. C. El tiempo transcurrido entre el 1 de abril del año 33 DC y 1 de abril de 2011 es 1978 años. Un año solar tiene 365.2422 días. Si se multiplica esta cantidad de días por 1978, el resultado es 722.449 días. Además, entre el 1 de abril y 21 de mayo hay 51 días. Por lo tanto, entre el día de la crucifixión de Cristo y el 21 de mayo de 2011 habría 722.500 días (722.449 + 51).
(52  x 102 x 172) también es igual a 722.500. Esta cantidad es central en la teoría de Camping, pues el 21 de mayo de 2011 se completaría («10») la expiación de la humanidad («5») y comenzaría la llegada del paraíso («17»). Por lo tanto, Camping concluye que el (52 x 102 x 172) es un indicio del tiempo que pasará entre «el momento en que Cristo hizo el pago por nuestros pecados hasta que estemos completamente salvados».
Tras ese día comenzaría un periodo de 5 meses (ó 153 días, 17 x 3 x 3) en los que se verificaría la Gran Tribulación previa al fin del mundo.
También era importante la cantidad 5 x 17 x 23 = 1955. Según Camping, en el año 1988 (1955 + 33, o 1955 años después de la crucifixión de Cristo) habría terminado el «Tiempo de la Iglesia». Desde esa fecha se habría levantado «el último sello» al libro (Biblia) nombrado en Apocalipsis 5:1-9, y Apocalipsis 8:1, lo que le habría permitido conocer la fecha exacta del fin del mundo a algunos creyentes. Aquellos 1955 años serían el periodo que el Diablo estaría encadenado, nombrados simbólicamente en Apocalipsis 20:2-3 como 1000 años (10 x 10 x 10). Tras esta fecha todas las iglesias estarían bajo el control del Diablo. Por esto llama a los creyentes a abandonar las iglesias a las que pertenezcan.

## Críticas

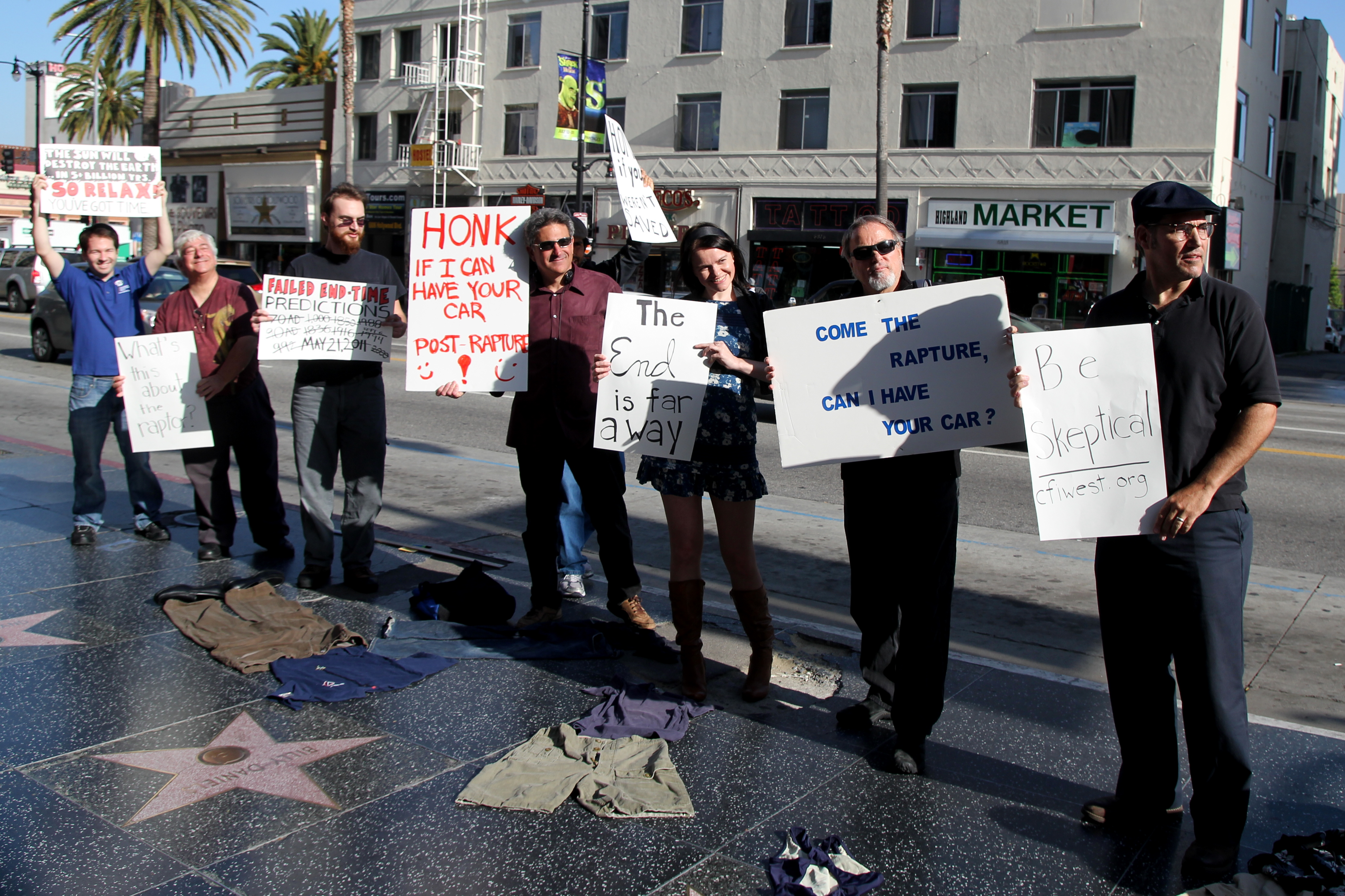
Escépticos de la predicción del rapto del fin del mundo por Harold Camping protestan en Hollywood.

Camping ha recibido críticas a su trabajo debidas a sus bases bíblicas y al manejo de sus finanzas.

### Críticas con base en la Biblia
Los críticos cristianos a las predicciones de Camping a menudo citan versículos de la Biblia (por ejemplo, Mateo 24:36), que implica que la fecha del juicio final no la sabrá nunca nadie. En la escatología de Camping, sin embargo, este principio solo se aplica a la «era de la iglesia» o «período de antes de la Gran Tribulación», por lo que ya no se aplicaría a la actualidad. Para esto él se basa en Tesalonicenses 5:01-5:05.
También ha provocado controversia el llamado que Camping hace a los cristianos de «huir de la iglesia», renunciando a cualquier iglesia que pertenezcan, antes de la fecha límite del arrebatamiento.
James Kreuger, autor de libros cristianos, ha declarado que, si bien él cree que el arrebatamiento viene, Camping se equivoca al tratar de concretar una fecha. «A pesar de su aprendizaje, camping hace un error de principiante clásico es cuando fija una fecha para el regreso de Cristo», escribe Kreuger. «El mismo Jesús dijo en Mateo 24:36, de día y la hora nadie sabe, ni aun los ángeles de los cielos, sino sólo mi padre». El profesor de Teología Matthew L. Skinner, resalta la «larga historia de especulación fallida» sobre el fin del mundo, y advierte que la prédica sobre la inminencia del fin del mundo puede llevar a los cristianos a la pasividad social, en lugar de «trabajar para la redención del mundo».

### Críticas con respecto al financiamiento de su movimiento
Su movimiento ha sido criticado, debido a las millonarias donaciones que Family Radio obtiene de sus creyentes. La organización de Camping recibió $80 millones de dólares en contribuciones entre 2005 y 2009, 18 de los cuales los recibió solo en 2009. De acuerdo con sus registros en Servicio Tributario (IRS), Family Radio es casi totalmente financiado por donaciones.

## Error en la predicción
La fecha predicha pasó sin mayores sucesos. Harold Camping, ante el fallo de sus predicciones, afirmó que haría una declaración pública durante el lunes siguiente. Ed Stetzer, presidente de LifeWay Reserch de la convención bautista del sur de Estados Unidos, manifestó que Camping debería «pedir disculpas por su falsa predicción», pues «solo crea una mala imagen de los cristianos».

### Errores en otras fechas
Camping ya había profetizado una fecha para el fin del mundo. En 1992 Camping autopublicó un libro llamado 1994?, en el que proclamó que el juicio final vendría el 4 de septiembre de 1994. Cuando su predicción no se cumplió, Camping dijo que había cometido un error matemático.